# استراتژی نوبتی
استراتژی نوبتی یا راهبرد نوبتی (به انگلیسی: Turn-based Strategy) سبکی است در بازی‌های رایانه‌ای که زیر ژانر (به انگلیسی: sub-genre) ژانر راهبردی است. این زیر ژانر به مانند بازی شطرنج است و بازیکن‌ها به نوبت حرکاتی را در بازی اعمال می‌کنند و مهره‌های یکدیگر را به نوبت حرکت می‌دهند. در این سبک نیز به مانند سبک راهبردی، هدف بازی غلبه بر حریف با پیش گرفتن رویهٔ مناسب است.

## در ایران
در ایران ، این سبک بازی ویدیویی پیشرفت داشته است و در سال 1395 استودیو پاییزان بازی پسرخوانده (بازی ویدیویی) را منتشر کرد.

## مثال های معروف
- سری تمدن
- سری مریدان
- سری جنگ‌های فانتزی
- سری جنگ تن به تن
- سری جنگ تمام‌عیار (سری)